# Kanuty Rusiecki

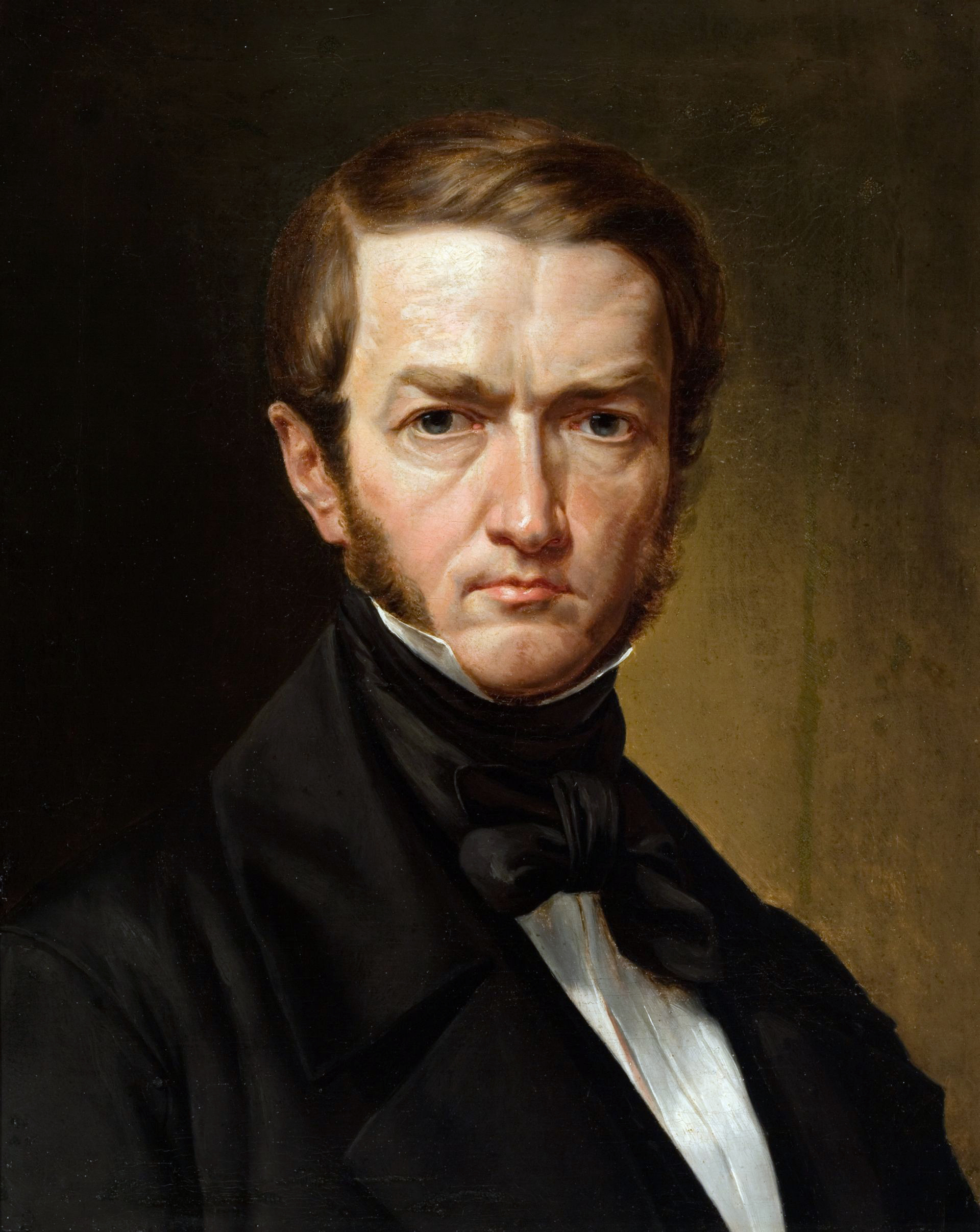
Selbstporträt

Kanuty Rusiecki, auch Kanuti Rusiecki oder Kanutas Ruseckas (* 10. Februar 1800 in Stebėkiai bei Vadokliai; † 21. August 1860 in Vilnius) war ein litauischer Maler.

## Biographie
Er kam in einer verarmten adligen litauischen Familie zur Welt. Von 1809 bis 1815 besuchte er die Grundschule in Troškūnai. 1816 begann Rusiecki sein Studium an der Universität Vilnius, wo er zunächst Recht und Mathematik studierte. 1818 wechselte er jedoch zum Studium der Kunst und Literatur. Während seiner Zeit an der Universität war er Mitglied der Radiant Society und wahrscheinlich auch Mitglied der Filomat Society. Im Jahre 1821 ging er nach Paris und studierte bei der École nationale supérieure des Beaux-Arts von 1821 bis 1822 bei Guillaume Guillon-Lethière. Danach verbrachte er ein Jahr an der Accademia di San Luca in Rom, wo er mit Vincenzo Camuccini und Bertel Thorvaldsen zusammenarbeitete. Von 1823 bis 1824 gründeten K. Rusiecki und andere litauische und polnische Künstler, die in Rom lebten, eine Kunstgemeinschaft. Ab 1831 gab er Privatunterricht in Vilnius. Drei Jahre später wurde er Professor am Wileński Instytut Szlachecki und lehrte dort bis zu seinem Tod. Im Jahr 1856 versuchte er mit Wincenty Dmochowski und Kazimierz Jelski zusammen eine Kunstschule in Vilnius zu eröffnen.

## Werke
Rusiecki malte Porträts, Bilder von Tieren, und Landschaften. Er malte aber auch Altarbilder und restaurierte Fresken in vielen kleinen Kirchen in ganz Litauen sowie an der Vilnius-Kathedrale. Die meisten seiner Leinwände sind in privaten Sammlungen verteilt. Die Gemälde, welche zum Zeitpunkt seines Todes in seinem Atelier waren, wurden von seinem Sohn Bolesław (1824–1913) bewahrt, und später an verschiedene Museen in Polen, Litauen und Belarus abgegeben.

## Einzelnachweise

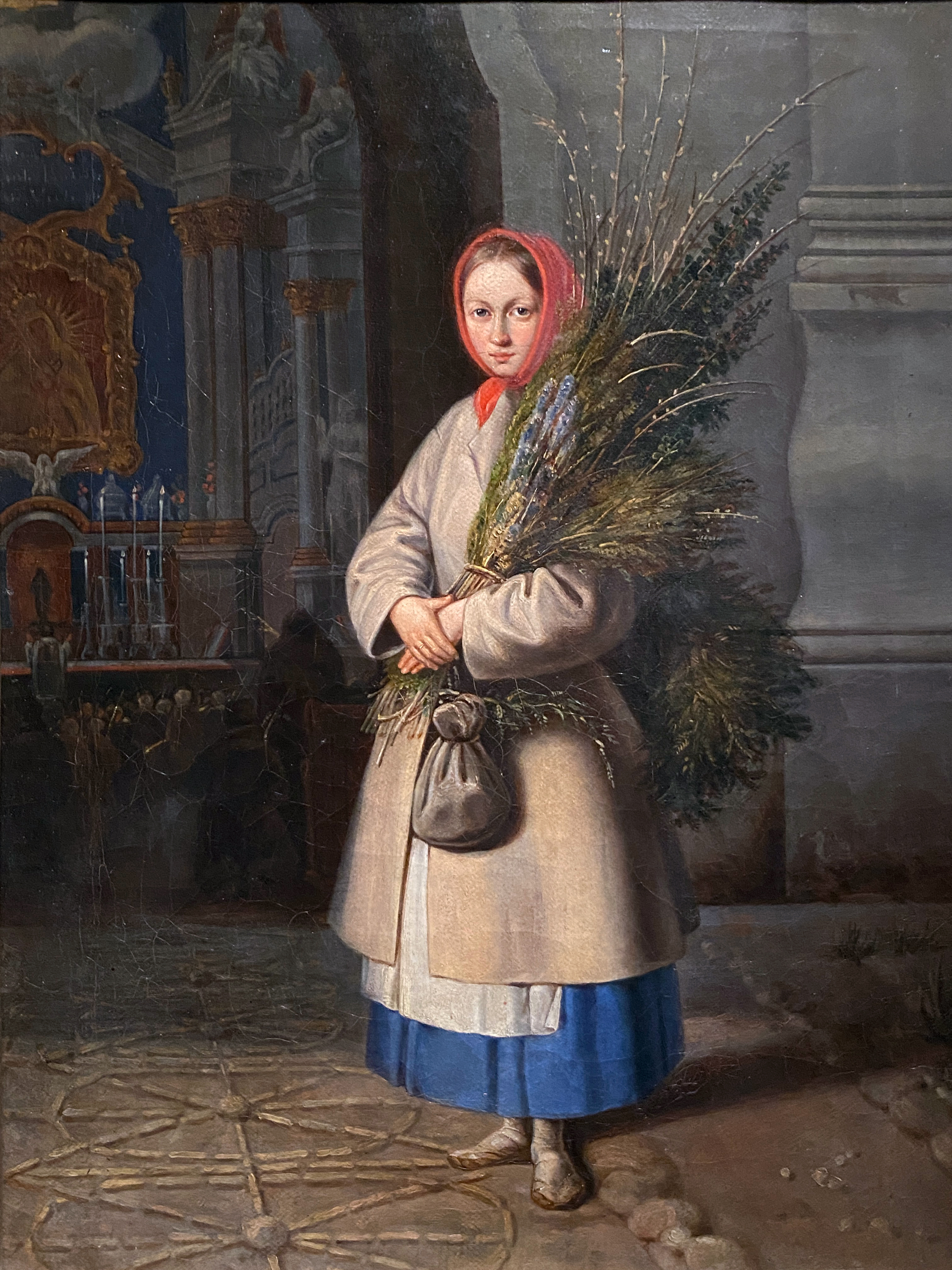
Litauin mit Palmzweigen